# Теорема на Болцано – Вайерщрас (за средната стойност)
Вижте пояснителната страница за други значения на Теорема на Болцано – Вайерщрас.
Теоремата на Болцано – Вайерщрас (за междинната стойност) гласи, че: За всяка непрекъсната функция {\displaystyle f:[a,b]\to \mathbb {R} } и всяко {\displaystyle \lambda \in [min(f(a),f(b));max(f(a),f(b))]}, съществува {\displaystyle x_{0}\in [a;b]} такова, че {\displaystyle f(x_{0})=\lambda }. Следователно в частност ако {\displaystyle f(a)} и {\displaystyle f(b)} имат различни знаци в интервала {\displaystyle [a;b]}, то съществува поне едно число {\displaystyle c\in [a;b]}, за което {\displaystyle f(c)=0}.